# Ferrisimplesita
La ferrisimplesita és un mineral de la classe dels fosfats que pertany al grup de la simplesita. Va rebre el nom per Thomas Leonard Walker i Alfred Leonard Parsons el 1924 per la seva relació amb la simplesita.

## Característiques
La ferrisimplesita és un arsenat de fórmula química Fe3+₃(AsO₄)₂(OH)₃·5H₂O. La seva duresa a l'escala de Mohs és 2,5.
Segons la classificació de Nickel-Strunz, la ferrisimplesita pertany a «08.CE: Fosfats sense anions addicionals, amb H₂O, només amb cations de mida mitjana, RO₄:H₂O sobre 1:2,5» juntament amb els següents minerals: chudobaïta, geigerita, newberyita, brassita, fosforrösslerita, rösslerita, metaswitzerita, switzerita, lindackerita, ondrušita, veselovskýita, pradetita, klajita, bobierrita, annabergita, arupita, barićita, eritrita, hörnesita, köttigita, manganohörnesita, parasimplesita, vivianita, pakhomovskyita, simplesita, cattiïta, koninckita, kaňkita, steigerita, metaschoderita, schoderita, malhmoodita, zigrasita, santabarbaraïta i metaköttigita.

## Formació i jaciments
Va ser descoberta a la mina Hudson Bay, situada a la localitat de Coleman, dins la regió de Cobalt-Gowganda, al districte canadenc de Timiskaming (Ontario, Canadà). També ha estat descrita a d'altres indrets del país, així com als Estats Units, Xile, Portugal, Àustria, Alemanya, Suïssa, Eslovàquia, Txèquia i el Japó.